# Slovenia ai XXIV Giochi olimpici invernali
La Slovenia ha partecipato ai XXIV Giochi olimpici invernali, che si sono svolti dal 4 al 20 febbraio 2022 a Pechino in Cina, con una delegazione composta da 14 atleti, 8 uomini e 6 donne.

## Delegazione
| Sport             | Uomini | Donne | Totale |
| ----------------- | ------ | ----- | ------ |
| Biathlon          | 4      | 2     | 6      |
| Combinata nordica | 1      | -     | 1      |
| Salto con gli sci | 5      | 4     | 9      |
| Sci alpino        | 4      | 7     | 11     |
| Sci di fondo      | 4      | 5     | 9      |
| Snowboard         | 4      | 2     | 6      |
| Totale            | 22     | 20    | 42     |

## Medaglie

### Medagliere per disciplina
| Sport             | Oro | Argento | Bronzo | Totale |
| ----------------- | --- | ------- | ------ | ------ |
| Salto con gli sci | 2   | 1       | 1      | 4      |
| Sci alpino        | 0   | 1       | 0      | 1      |
| Snowboard         | 0   | 1       | 1      | 2      |
| Totale            | 2   | 3       | 2      | 7      |

### Medaglie d'oro
| Medaglia | Nome                                            | Sport             | Evento                       |
| -------- | ----------------------------------------------- | ----------------- | ---------------------------- |
| Oro      | Urša Bogataj                                    | Salto con gli sci | Trampolino normale femminile |
| Oro      | Nika Križnar Timi Zajc Urša Bogataj Peter Prevc | Salto con gli sci | Gara a squadre mista         |

### Medaglie d'argento
| Medaglia | Nome                                       | Sport             | Evento                            |
| -------- | ------------------------------------------ | ----------------- | --------------------------------- |
| Argento  | Lovro Kos Cene Prevc Timi Zajc Peter Prevc | Salto con gli sci | Gara a squadre maschile           |
| Argento  | Žan Kranjec                                | Sci alpino        | Slalom gigante maschile           |
| Argento  | Tim Mastnak                                | Snowboard         | Slalom gigante parallelo maschile |

### Medaglie di bronzo
| Medaglia | Nome           | Sport             | Evento                             |
| -------- | -------------- | ----------------- | ---------------------------------- |
| Bronzo   | Glorija Kotnik | Snowboard         | Slalom gigante parallelo femminile |
| Bronzo   | Nika Križnar   | Salto con gli sci | Trampolino normale femminile       |

## Risultati

### Biathlon
Maschile
| Atleta                                       | Evento               | Tempo     | Errori      | Pos. |
| -------------------------------------------- | -------------------- | --------- | ----------- | ---- |
| Miha Dovžan                                  | 20 km individuale    | 53'39"4   | 2 (0+0+0+2) | 38º  |
| Jakov Fak                                    | 20 km individuale    | 52'48"0   | 3 (1+1+0+1) | 29º  |
| Lovro Planko                                 | 20 km individuale    | 54'27"9   | 4 (2+1+0+1) | 46º  |
| Rok Tršan                                    | 20 km individuale    | 55'14"7   | 1 (1+0+0+0) | 54º  |
| Miha Dovžan                                  | 10 km sprint         | 26'53"1   | 2 (2+0)     | 62º  |
| Jakov Fak                                    | 10 km sprint         | 25'48"0   | 1 (0+1)     | 26º  |
| Lovro Planko                                 | 10 km sprint         | 26'22"3   | 2 (0+2)     | 42º  |
| Rok Tršan                                    | 10 km sprint         | 27'45"7   | 1 (0+1)     | 86º  |
| Jakov Fak                                    | 12,5 km inseguimento | 43'58"9   | 5 (1+2+1+1) | 29º  |
| Lovro Planko                                 | 12,5 km inseguimento | 47'31"6   | 8 (2+2+2+2) | 56º  |
| Miha Dovžan Jakov Fak Lovro Planko Rok Tršan | Staffetta 4x7,5 km   | 1h24'09"6 | 10 (0+10)   | 11º  |

Femminile
| Atleta           | Evento             | Tempo   | Errori      | Pos. |
| ---------------- | ------------------ | ------- | ----------- | ---- |
| Polona Klemenčič | 15 km individuale  | 48'18"8 | 2 (0+2+0+0) | 29ª  |
| Živa Klemenčič   | 15 km individuale  | 51'51"6 | 4 (0+1+0+3) | 64ª  |
| Polona Klemenčič | 7,5 km sprint      | 23'31"2 | 2 (1+1)     | 59ª  |
| Živa Klemenčič   | 7,5 km sprint      | 24'43"6 | 3 (3+0)     | 79ª  |
| Polona Klemenčič | 10 km inseguimento | 41'31"5 | 4 (0+1+2+1) | 51ª  |

Misto
| Atleta                                                | Evento           | Tempo | Errori    | Pos. |
| ----------------------------------------------------- | ---------------- | ----- | --------- | ---- |
| Miha Dovžan Jakov Fak Polona Klemenčič Živa Klemenčič | Staffetta 4x6 km | LAP   | 14 (4+10) | -    |

### Salto con gli sci
Maschile
| Atleta                                     | Evento                  | Qualificazione | Qualificazione | Qualificazione | Finale      | Finale      | Finale      | Finale        | Finale        | Finale        | Finale | Finale    |
| Atleta                                     | Evento                  | Qualificazione | Qualificazione | Qualificazione | Primo salto | Primo salto | Primo salto | Secondo salto | Secondo salto | Secondo salto | Totale | Totale    |
| Atleta                                     | Evento                  | Lunghezza      | Punti          | Posizione      | Lunghezza   | Punti       | Posizione   | Lunghezza     | Punti         | Posizione     | Punti  | Posizione |
| ------------------------------------------ | ----------------------- | -------------- | -------------- | -------------- | ----------- | ----------- | ----------- | ------------- | ------------- | ------------- | ------ | --------- |
| Anže Lanišek                               | Trampolino normale      | 94,0 m         | 98,5           | 15º Q          | 99,0 m      | 130,6       | 9º          | 98,0 m        | 123,0         | 17º           | 253,6  | 13º       |
| Lovro Kos                                  | Trampolino normale      | 87,0 m         | 79,0           | 35º Q          | 95,0 m      | 120,9       | 28º         | 92,0 m        | 108,7         | 28º           | 229,6  | 28º       |
| Peter Prevc                                | Trampolino normale      | 82,0 m         | 77,0           | 38º Q          | 103,0 m     | 139,2       | 2º          | 99,5 m        | 126,2         | 8º            | 265,4  | 4º        |
| Timi Zajc                                  | Trampolino normale      | 88,0 m         | 84,3           | 30º Q          | 97,0 m      | 128,2       | 18º         | 104,5 m       | 131,1         | 4º            | 259,3  | 9º        |
| Lovro Kos                                  | Trampolino lungo        | 125,0 m        | 114,9          | 19º Q          | 135,0 m     | 130,7       | 13º         | 136,5 m       | 137,7         | 6º            | 268,4  | 11º       |
| Cene Prevc                                 | Trampolino lungo        | 128,5 m        | 121,1          | 10º Q          | 135,0 m     | 131,6       | 10º         | 137,0 m       | 136,5         | 9º            | 268,1  | 12º       |
| Peter Prevc                                | Trampolino lungo        | 131,0 m        | 128,3          | 3º Q           | 137,0 m     | 131,3       | 12º         | 137,0 m       | 137,4         | 7º            | 268,7  | 10º       |
| Timi Zajc                                  | Trampolino lungo        | 120,0 m        | 101,1          | 33º Q          | 138,5 m     | 140,7       | 3º          | 130,5 m       | 132,5         | 14º           | 273,2  | 6º        |
| Lovro Kos Cene Prevc Peter Prevc Timi Zajc | Gara a squadre maschile | N.D.           | N.D.           | N.D.           | 519,0 m     | 467,4       | 1ª          | 505,0 m       | 467,0         | 3ª            | 934,4  |           |

Femminile
| Atleta       | Evento             | Finale      | Finale      | Finale      | Finale        | Finale        | Finale        | Finale | Finale    |
| Atleta       | Evento             | Primo salto | Primo salto | Primo salto | Secondo salto | Secondo salto | Secondo salto | Totale | Totale    |
| Atleta       | Evento             | Lunghezza   | Punti       | Posizione   | Lunghezza     | Punti         | Posizione     | Punti  | Posizione |
| ------------ | ------------------ | ----------- | ----------- | ----------- | ------------- | ------------- | ------------- | ------ | --------- |
| Urša Bogataj | Trampolino normale | 108,0 m     | 118,0       | 2ª Q        | 100,0 m       | 121,0         | 1ª            | 239,0  |           |
| Ema Klinec   | Trampolino normale | 100,0 m     | 112,1       | 4ª Q        | 90,5 m        | 103,3         | 6ª            | 215,4  | 5ª        |
| Nika Križnar | Trampolino normale | 103,0 m     | 113,9       | 3ª Q        | 99,5 m        | 118,1         | 2ª            | 232,0  |           |
| Špela Rogelj | Trampolino normale | 93,0 m      | 101,7       | 9ª Q        | 82,0 m        | 82,5          | 18ª           | 184,2  | 9ª        |

Misto
| Atleta                                          | Evento               | Finale      | Finale      | Finale      | Finale        | Finale        | Finale        | Finale | Finale    |
| Atleta                                          | Evento               | Primo salto | Primo salto | Primo salto | Secondo salto | Secondo salto | Secondo salto | Totale | Totale    |
| Atleta                                          | Evento               | Lunghezza   | Punti       | Posizione   | Lunghezza     | Punti         | Posizione     | Punti  | Posizione |
| ----------------------------------------------- | -------------------- | ----------- | ----------- | ----------- | ------------- | ------------- | ------------- | ------ | --------- |
| Urša Bogataj Nika Križnar Peter Prevc Timi Zajc | Gara a squadre mista | 406,0 m     | 506,4       | 1ª          | 401,0 m       | 495,1         | 1ª            | 1001,5 |           |